# Barbus luluae
Barbus luluae е вид лъчеперка от семейство Шаранови (Cyprinidae). Видът не е застрашен от изчезване.

## Разпространение
Разпространен е в Демократична република Конго.

## Описание
На дължина достигат до 4,4 cm.